# Фатиха Аитова
Фатиха Абдулвалиева Аитова (на татарски: Фатиха Абдулвалиевна Аитова) е татарска общественичка и благодетелка в Русия. Основателка е на първата женска гимназия в град Казан, Руска империя.

## Биография
Родена е в семейството на търговеца Абдулвали Яушев в Троицк (днес в Челябинска област) през 1866 г. Семейството на Яушев е сред активните участници и дарители на обновеното мюсюлманско движение и активно подкрепя откриването на нови училища.
През 1887 г. се жени за Сулейман Аитов, предприемач и общественик, представител на богатото семейство Аитови в Казан.
През 1897 г. със собствени средства открива основно училище за бедни момичета в Казан. Първоначално ученичките се обучават на ръкоделие – бродерия и плетиво. През 1899 г. училището е разширено и обучението в него се провежда в 4 класа. Започва да се преподава и кулинария. Училището съществува само 3 години.
През 1906 г. получава голямо наследство след смъртта на баща си. Инвестира значителна част от тези средства в създаването на ново училище за момичета, чието откриване се състои на 27 август 1909 г. През първата година в училището са записани 85 момичета, като броят им се увеличава в следващите години. През 1911 г. в училището се обучават до 120 ученички. През 1913 – 1914 г. в училището има 5 паралелки, в които учат 220 ученички.
През 1916 г., след няколко неуспешни опита, най-накрая получава разрешение да превърне училището в частна гимназия. Преди това заедно със съпруга си пътуват из Европа в продължение на 3 години, изучавайки опита на гимназиите в Австро-Унгария (Прага, Виена) и Германия (Берлин). През първата година в гимназията са приети 230 ученички. Открит е пансион за деца от семейства с ниски доходи. В гимназията се преподава вероучение, руски език, обща и руска история, обща и руска география, математика, алгебра, физика, природни науки, анатомия, физиология, хигиена, педагогика, калиграфия, руски и татарски правопис, рисуване и ръкоделие. Уроците в гимназията се преподават на чужди езици: арабски, немски, английски, френски и персийски.
На 24 април 1917 г. участва в първия Всеруски конгрес на мюсюлманските жени, който се провежда в Казан. След Октомврийската революция гимназията и останалата част от собствеността ѝ са национализирани от съветските власти. Гимназията е преобразувана в Татарско училище втора степен.
По време на Гражданската война е евакуирана в Омск, след това живее в Баку. Не получава пенсия, въпреки ходатайството на ръководството на Татарската АССР. Прекарва последните години от живота си под грижите на семейството на сина си в Москва. И трите ѝ деца са репресирани от съветските власти. Умира в Казан през 1942 г. Погребана е в гробището край Новая Татарская слобода, днес част от Казан.
На нейно име е наречена Гимназия № 12 с изучаване на татарски език в Московския район на град Казан.